# Émile Jacob
Émile Jacob, dit aussi l'Abbé Émile Jacob, est né le 21 novembre 1867 à Brécy (Cher) et mort le 18 août 1953 à Saint-Chartier, est un prêtre du diocèse de Bourges. Historien local, poète, il publie sous le nom Abbé Émile Jacob et écrit aussi volontiers sous le pseudonyme de Hector de Corlay. Ami de Gabriel Nigond et Fernand Maillaud, Hector de Corlay est l’auteur de nombreux ouvrages sur la vie pastorale, sur l'histoire locale, et sur les potiers de Verneuil-sur-Igneraie.

## Biographie
Il fait ses études chez les frères d'Enrichemont. Ordonné prêtre en 1891, il est nommé vicaire à Saint-Chartier, dans l'Indre. Il devient curé dans la commune voisine de Verneuil-sur-Igneraie, puis curé de  Saint-Chartier de 1912 à 1950, et chanoine honoraire en 1947. 
Il a eu un rayonnement local tant par la longue durée de son sacerdoce — 56 ans de présence à Saint-Chartier — que par l'intérêt qu'il a porté à la commune et à son histoire,.

## Œuvres

### Fresques de l'église de Nohant-Vic
Membre de la Société des antiquaires du Centre, il est auteur de publications sur l'histoire locale, souvent sous forme d'opuscules parus, pour la plupart, en petits tirages à compte d'auteurs dans les imprimeries locales. Sa publication principale comme historien est :
- « La grande fresque romane de Vic-sur-Saint-Chartier », dans Mémoires de la Société des Antiquaires de l'Indre, vol. 44, 1931 (lire en ligne), p. 67-187.

Dans cet article, il décrit avec fougue et enthousiasme la découverte des fresques de l'église de Nohant-Vic, puis en livre son interprétation qui, a été ensuite reprise et amendée par d'autres historiens. Les aquarelles de l'ensemble des relevés faits par Emmanuel Brune en 1877 sont republiées, par Émile Jacob, en un petit fascicule séparé :
- Album de la grande fresque de Vic-sur-Saint-Chartier, La Châtre, Alfred Bourg, 1931, 12 p. (Exemplaire consulté aux Fonds patrimoniaux de la Ville de La Châtre.)

À propos de ces publications, M. Adrien Blanchet écrit, dans les Comptes-rendus des séances de l'Académie des Inscriptions et Belles-Lettres :
« J'ai l'honneur de présenter à l'Académie, au nom de l'auteur, M. l'abbé Emile Jacob, un travail intitulé : La grande fresque romane de Vic-sur-Saint-Chariier, Indre (Bourges, 1931, in-8°, 187 p., avec un album de 6 pi.). Parmi les peintures murales, qui existent encore dans de nombreuses églises du bassin de la Loire, si l'on excepte celles de Saint- Savin, il n'en est pas qui offrent un ensemble anssi important que celles qui ornent le petit sanctuaire de Vie, voisin de Nohant. Il vient du reste d'être l'objet de travaux destinés à assurer peut-être une durée plus grande à ces peintures du xne siècle. M. l'abbé Jacob a retracé l'histoire de la découverte de cette décoration par l'abbé Péri- gaud, en 1849, ainsi que celle des travaux exécutés ultérieurement par les services des Monuments historiques, lorsque l'édifice eut été classé à la suite des démarches auxquelles prit part George Sand. Je ne saurais entrer ici dans le détail des sujets conservés encore sur les murs de la vieille église. M. l'abbé Jacob, qui les a examinés attentivement, en a heureusement expliqué plusieurs, mal compris jusqu'à ce jour, par exemple le tableau de la mort et des funérailles de saint Martin. Il reste sans doute des détails dignes de réflexion et je souhaite en particulier qu'il soit possible, quelque jour, de localiser et d'identifier certains édifices qui forment les fonds de plusieurs tableaux. Si jamais on arrive à ce résultat et à quelques autres, ce sera, en grande partie, grâce au travail de M. l'abbé Jacob, le premier où ait été étudié suffisamment l'ensemble d'une décoration de première importance, dont l'exégèse devrait être entreprise avant que les peintures fussent menacées davantage par de multiples causes de destruction. »

## Publications

### Histoire locale

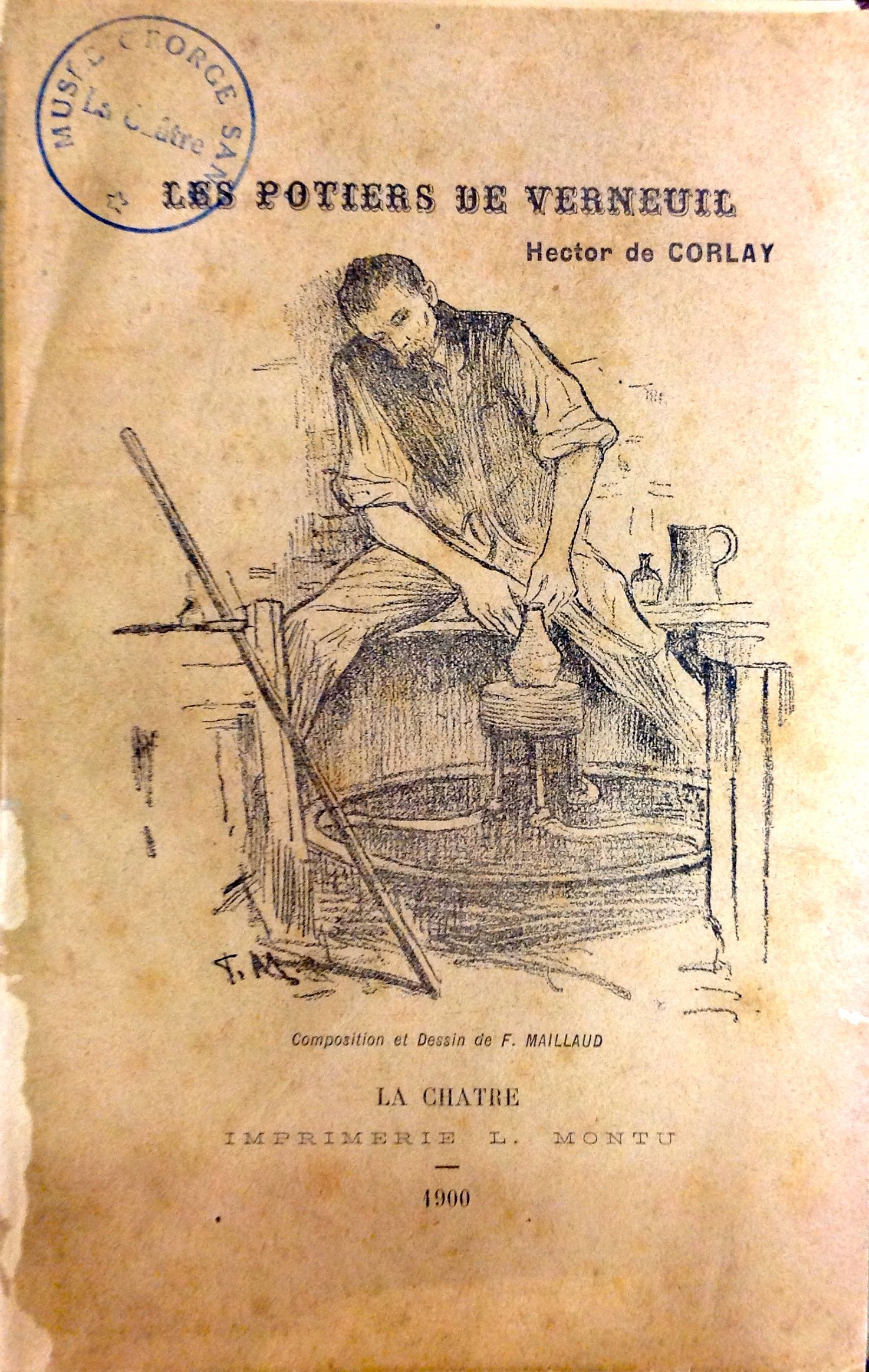
Page de couverture du livre Les Potiers de Verneuil.

L'historien s'intéresse à de nombreux sujets, et notamment le passé artistique et industriel des poteries et tuileries de Verneuil-sur-Igneraie, et de l'agriculture. 
- avec Hugues Lapaire[5], André des Gachons[6], Jacques des Gachons[7], Daniel Naud[8], F. Jubard, Les Potiers de Verneuil : Notes d'un touriste berrichon, La Châtre, L. Montu, 1900, 56 p.
- La Grande Fête de l'agriculture, La Châtre, L. Montu, 1906, 31 p.
- Les Grandes Usines céramiques de l'Indre, La Châtre, L. Montu, 1907, 160 p.
- La Terre qui renaît, La Châtre, L. Montu, 1907, 51 p.
- Le Grain qui germe, La Châtre, L. Montu, 1908, 68 p.
- Aires sonores, La Châtre, L. Montu, 1910, 79 p.
- Le Réveil d'une desserte à l'aube de la Séparation, La Châtre, L. Montu, 1912, 16 p.
- Un Clocher du Bas-Berry de George Sand sous la Révolution, Mellotée, 1917, 193 p.
- Une Soirée dans le monde des bêtes, La Châtre, Alfred Bourg, 1925, 106 p.
- avec Jeanne André-Simon, Raoul André-Simon, Radan Sainson, Par les Sentiers de mon pays, La Châtre, Écho de l'Indre, 1935, 161 p.
- L'Épée de Fierbois, s.l.n.d., 23 p.
- Auguste Théret : auteur de «La littérature du Berry» : 1837-1918, Issoudun, Laboureur, 1938, 10 p.

## Hommages

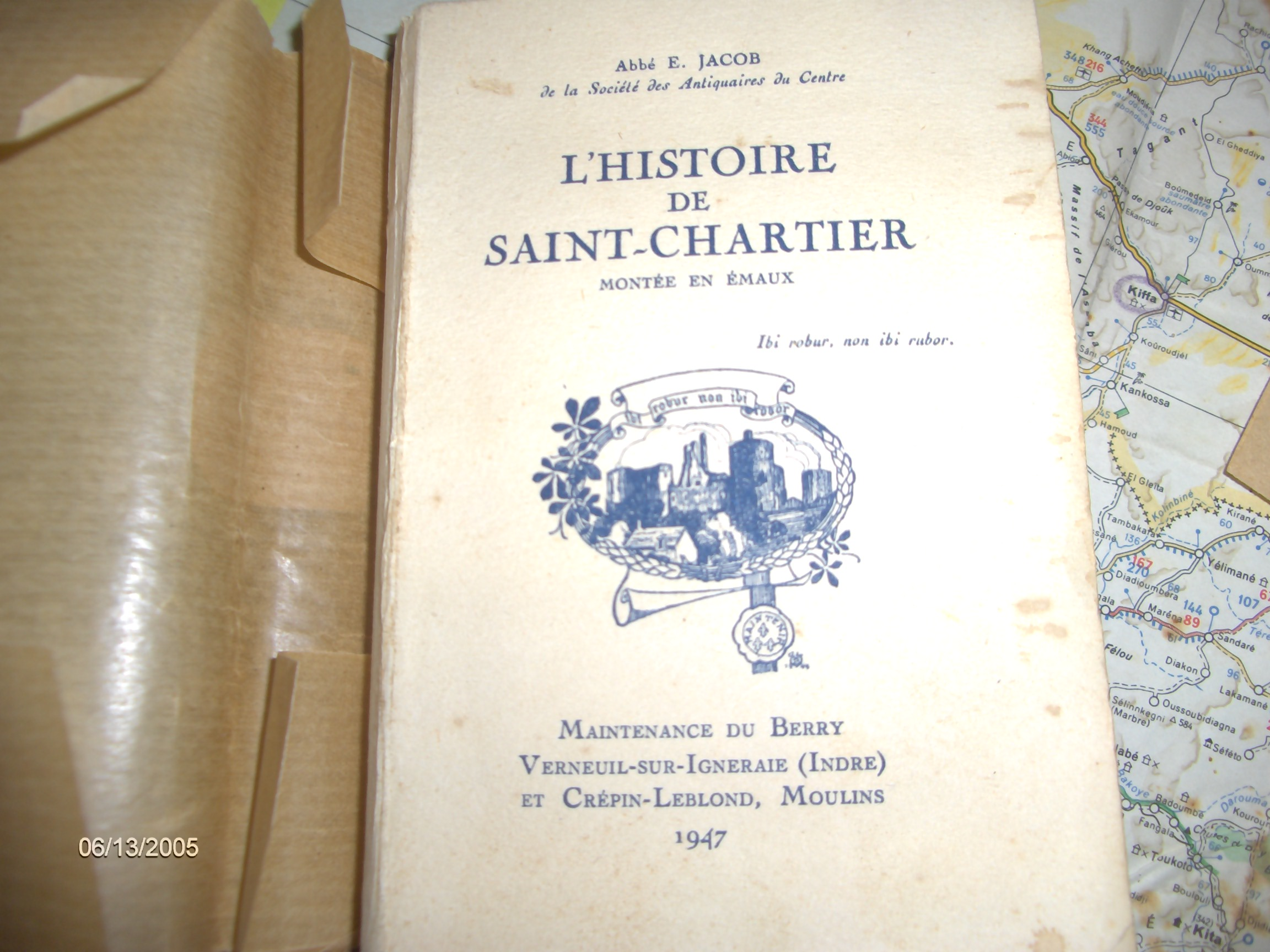
La page de garde du livre « Histoire de Saint-Chartier ».

- Histoire de Saint-Chartier : montée en émaux, Moulins, Maintenance du Berry et Crépin-Leblond, 1947, 200 p.

À l'occasion des cérémonies organisées à Verneuil, le 24 août 1947, à la mémoire de Gabriel Nigond et en l'honneur de Fernand Maillaud et de l'Abbé Jacob paraît ce livre, tiré à 400 exemplaires. C'est un recueil d'extraits de publications, d'Émile Jacob ou d'autres, organisés chronologiquement.
- Le Vespéral des pasteurs ruraux touchés par l'âge : L'Abbé Jacob, en littérature Hector de Corlay : le prêtre, l'écrivain, l'école spiritualiste de Saint-Chartier : souvenirs et témoignages de Joseph Ageorges, Solange Christauflour, Maxime Rousseau, Paul Rue, Raoul Théret, Verneuil, Maintenance du Berry, 1950, 92 p..

Ce petit livre est en trois parties. Une première partie, qui a donné le titre à l'ouvrage, contient un court texte de Hector de Corlay. La deuxième est une série d'hommages, sous forme de textes plus ou moins longs, des auteurs cités. La troisième partie, intitulée « Souvenirs », contient deux textes de Hector de Corlay et un récit poignant de la mort de Gabrielle Sand, par Gabriel Nigond et Fernand Maillaud.

## Les Épingués
L'abbé est l'une des personnes figurant dans des médaillons, réalisés par Ernest Nivet, placés sur la face nord de l'église de Verneuil.  Figurant, outre l'abbé, Fernand Maillaud (1862-1948), peintre et illustrateur et le poète Gabriel Nigond (1877-1937), ils ont été posés solennellement le 24 août 1947.
Ces médaillons rappellent les réunions amicales et poétiques qui ont eu lieu chaque été, dans la maison acquise par Fernand Maillaud au lieu-dit Les Épingués, de 1902 à 1920, et auxquelles l'abbé participait. Gabrielle Sand, fille de Maurice Sand, se joint à ce groupe. En juin 1909, « la jeune châtelaine de Nohant » se sent mourir, et c'est naturellement l’abbé Jacob qu’elle demande près d’elle. Elle fut accueillie dans la chapelle Sainte-Anne, « l’église qui est si basse, qu’on est forcé d’s’y mettre à g’noux ! » (Gabriel Nigond).
Ernest Nivet participait aux réunions, et aussi le poète Hugues Lapaire (1869-1967), le peintre Raoul Adam (1881-1948), et Jacques et André Des Gachons, l'un écrivain et l'autre peintre, enfin Hilaire de Vesvre, historien, qui créa la maison d'édition Maintenance du Berry.